# Damian Kabat
Damian Kabat (ur. 20 października 1989) – polski biegacz długodystansowy.
Zawodnik klubów: WKS Zawisza Bydgoszcz (2004-2014), MLKS Pomorze Stargard (od 2015). Wicemistrz Polski w biegu na 5000 metrów (2015), halowy wicemistrz Polski w biegu na 3000 metrów (2016) oraz brązowy medalista mistrzostw Polski w biegu na 10 km (2016). Czwarty zawodnik mistrzostw Polski w maratonie (2013).